# Veb-igra
Veb-igra je video-igra koja se igra preko interneta pomoću veb-pregledača. Mogu se pokretati korišćenjem standardnih veb-tehnologija ili dodatnih komponenti pregledača. Stvaranje ovakvih igara obično obuhvata korišćenje standardnih veb-tehnologija kao klijentskih i drugih tehnologija koje obezbeđuju serverski deo. Veb-igre obuhvataju sve žanrove video-igara i mogu biti za jednog ili više igrača. Prenosive su i mogu se igrati na različitim uređajima, veb-pregledačima i operativnim sistemima.
Veb-igre dolaze u raznim žanrovima i temama tako da zadovolje svaki tip igrača.

## Karakteristike
Brauzer igre su najčešće besplatne i ne zahtevaju instaliran klijentski softver osim veb-pregledača ili dodatne komponente pregledača. U nekim slučajevima igra može biti besplatna, ali se neke dodatne funkcije u igri naplaćuju. Veb-igre za više igrača se dodatno usredsređuju na društvenu interakciju kako nekoliko igrača međusobno, tako i u nekim većim razmerama. S obzirom na dostupnost veb-igara, one se najčešće igraju u više kratkih sesija, za razliku od tradicionalnih računarskih igara.
Pošto ovakve igre rade nezavisno od hardvera u okviru veb-pregledača, mogu se pokretati na različitim operativnim sistemima bez potrebe za prenošenjem na druge platforme.

## Tehnologije
Veb-igre koriste više tehnologija kako bi funkcionisale.

### Veb-standardi
Standardne veb-tehnologije kao što su HTML, CSS, PHP i JavaScript se mogu koristiti pri pravljenju veb-igara, ali ovako napravljene igre imaju ograničen uspeh, uglavnom zbog problema sa kompatibilnošću među veb-pregledačima i samim kvalitetom. Ove tehnologije, objedinjene pod terminom dinamički HTML omogućavaju da se igre pokreću preko svih pregledača garantovanih standardom. Pored toga, namenske grafičke tehnologije kao sto su  i  omogućavaju brzo renderovanje vektorskih i raster slika. Takođe, WebGL omogućava podršku za hardverski ubrzanu 3D grafiku u pregledaču.
Igre pretraživača napisane u drugim formatima, osim Flash-a, i nakon 2010. godine i dalje su popularne, poput HTML5 i WebAssembly. Najpoznatije igre su Slither.io, Agar.io.
|  | Da | Da | Da | Da | Da |
|  | Da | Da | Da | Da | Da |
|  | Da | Da | Da | Da | Da |

### Dodatne komponente
Dodatne komponente pregledača se mogu koristiti za pružanje tehnologija igara nakon što ih korisnik instalira.
|  |    |    | x            | Licenca                   | Instalirana baza |
|  | -- | -- | ------------ | ------------------------- | ---------------- |
|  | Da | Da | Da           | Vlasnički                 | 96 %             |
|  | Da | Da | Da           | Otvorenog koda (slobodni) | 78 %             |
|  | Da | Da | Ne           | Vlasnički                 | 52 %             |
|  | Da | Da | Delimično () | Vlasnički                 | 62 %             |
|  | Da | Da | Ne           | Vlasnički                 | 1 %              |

## Napomene
1. ↑  Dostupnost se odnosi samo na poslednje stabilne verzije.
2. ↑  Odnosi se na polazna sprovođenja. Tu mogu biti alternativna sprovođenja pod različitim licencama.
3. ↑  Iskazano kao postotak veb-pretraživača.

## Spoljašnje veze
- Veb-igra na veb-sajtu  (језик: енглески)